# 汪僎
汪僎（1460年—1500年），字簡之，江西廣信府弋陽縣人，民籍，明朝政治人物。

## 生平
江西鄉試第五十四名舉人，成化十七年（1481年）中式辛丑科會試第一百四十二名，三甲第七十七名進士。授青州府推官，升工部郎中，弘治十三年（1500年）卒。

## 家族
曾祖汪志福，岷王府教授；祖父汪仲端，贈南京刑部郎中；父汪鳳，貴州布政使司左參政。母祝氏（封宜人）。重慶下。弟汪佐、汪佑、汪俊、汪偉、汪佃、汪代、汪佾。